# Tokamak Chauffage Alfvén Brésilien

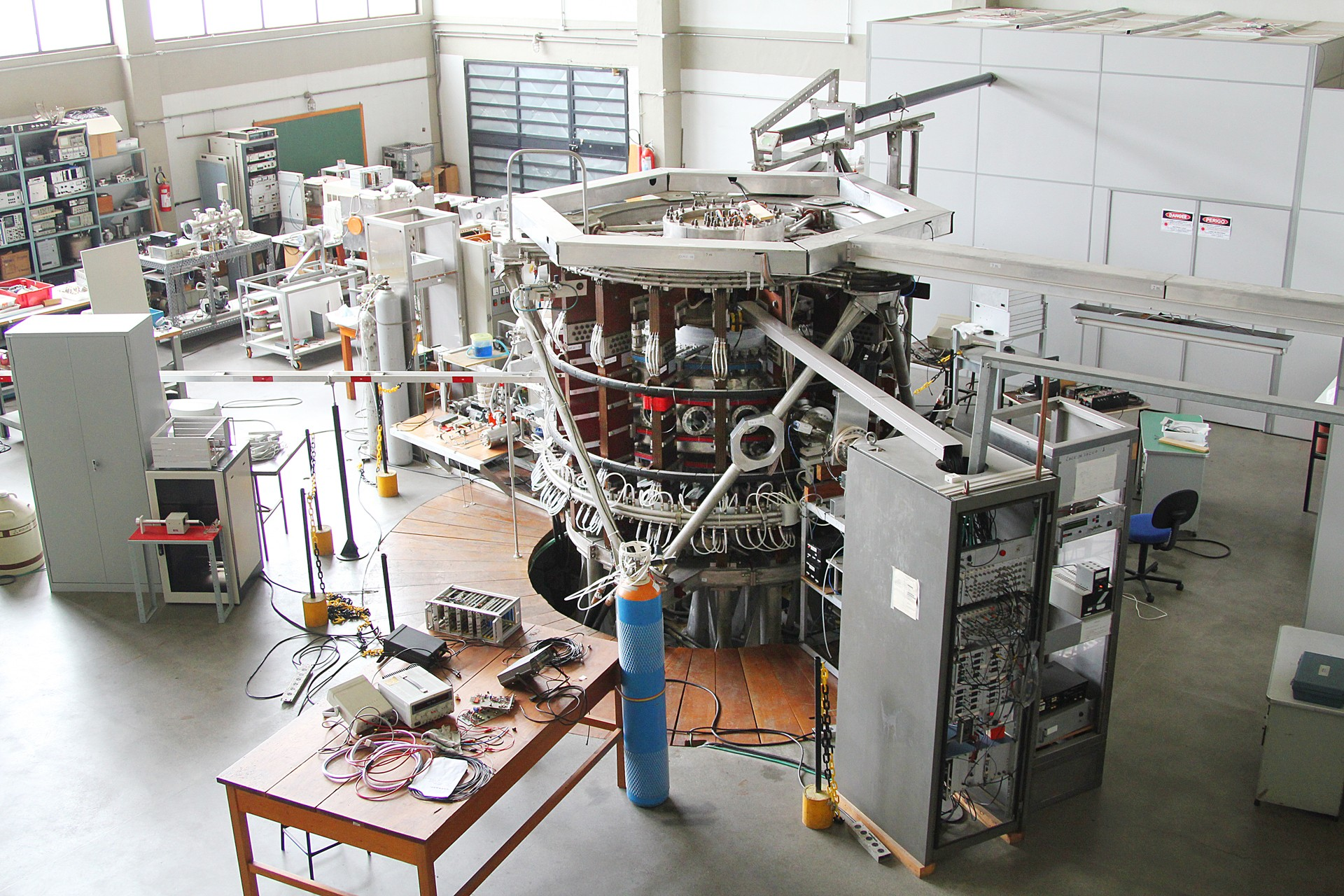
Fotografia do TCABR no Laboratório de Física de Plasmas da USP

O Tokamak Chauffage Alfvén Brésilien (TCABR) é um tokamak situado na Universidade de São Paulo ( USP ), Brasil. O TCABR é o maior tokamak do hemisfério sul e um dos dispositivos de confinamento magnético comprometidos com o avanço do conhecimento científico em energia de fusão .
O TCABR foi originalmente projetado e construído na Suíça, na École Polytechnique Fédérale de Lausanne ( EPFL ), e operou lá de 1980 a 1992, sob o nome de Tokamak Chauffage Alfvén (TCA). O foco principal do TCA foi avaliar e melhorar o aquecimento do plasma com ondas de Alfvén . Em 1994, a máquina foi transferida para a USP, passando por uma atualização e adicionando Brésilien ao seu nome. A operação do TCABR começou em 1999.

## Propriedades

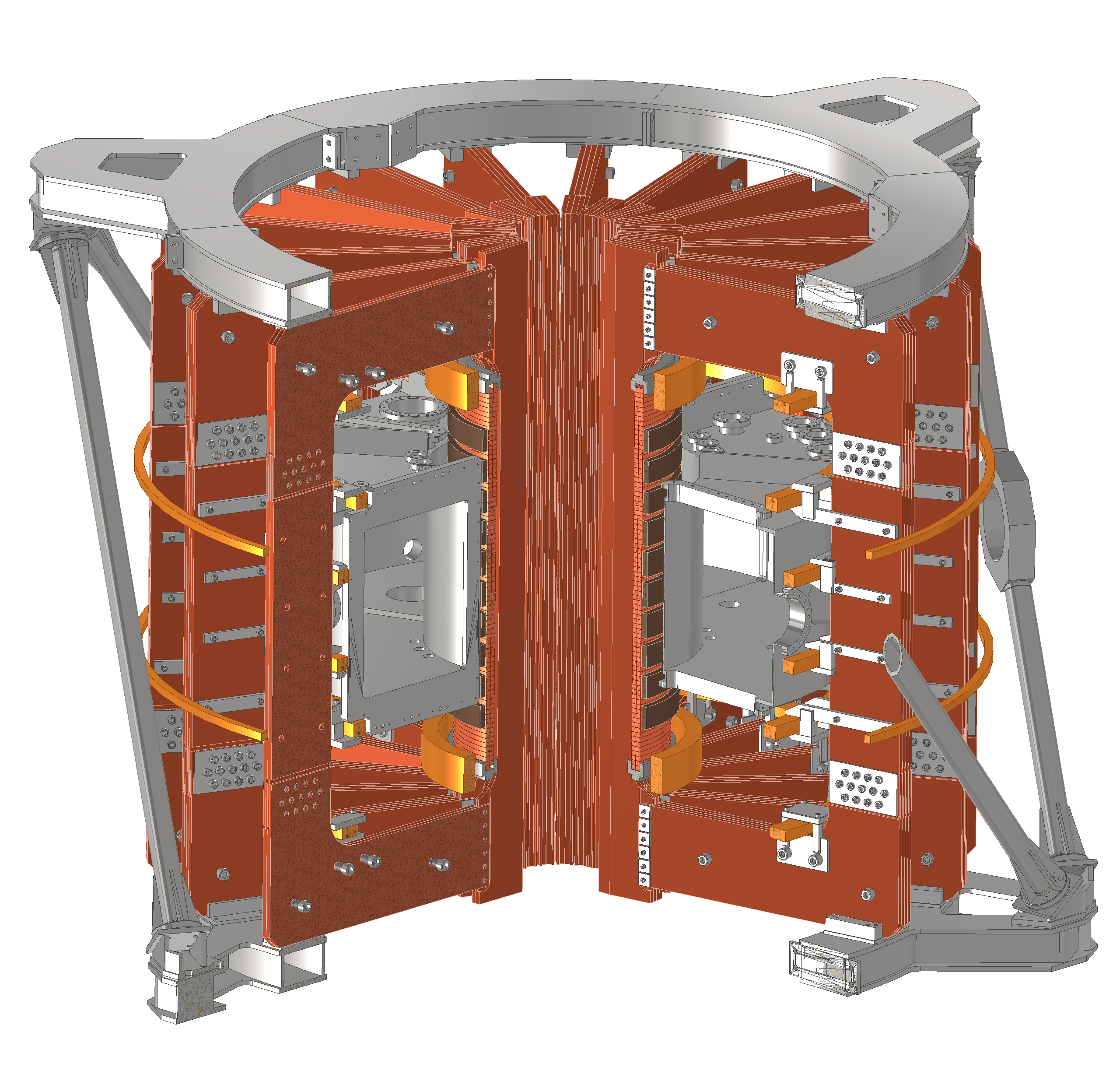
Modelo virtual 3D do tokamak TCABR

O plasma TCABR é feito de hidrogênio e tem um formato circular. Em geral, suas descargas são aquecidas ohmicamente e a corrente de plasma no TCABR atinge até {\displaystyle I_{P}\leq 100\ {\text{kA}}} . Os raios menor e maior do TCABR são respectivamente {\displaystyle a=18.0\;{\text{cm}}} e {\displaystyle R=61.5\;{\text{cm}}}, resultando em uma proporção de {\displaystyle A=R/a=3.4} . A temperatura central do elétron do TCABR é em torno de {\displaystyle k_{B}T_{e}\leq 650\ {\text{eV}}} (ou seja, {\displaystyle T_{e}\sim 6\times 10^{6}\;{\text{K}}} ) e sua densidade eletrônica média é {\displaystyle 0.9\leq {\bar {n}}_{e0}\leq 3}, em unidades de {\displaystyle 10^{19}\;{\text{m}}^{-3}} . Outros parâmetros do TCABR incluem o campo magnético toroidal, {\displaystyle B_{0}\sim 1.1\;{\text{T}},} a pressão de enchimento de hidrogênio, {\displaystyle P_{H}\simeq 3\times 10^{-4}\;{\text{Pa}}}, uma duração de descarga de {\displaystyle T_{D}\simeq 100\;{\text{ms}}}, e uma duração de fase estável em torno de {\displaystyle T\leq 60\;{\text{ms}}} .
| Parameter                                  | Symbol                               | Value                                                    |
| ------------------------------------------ | ------------------------------------ | -------------------------------------------------------- |
| Formato do plasma                          |                                      | Circular                                                 |
| Composição do plasma                       | H                                    | Hydrogen                                                 |
| Raio maior                                 | {\displaystyle R_{0}}                | {\displaystyle 61.5{\text{ cm}}}                         |
| Raio menor                                 | {\displaystyle a}                    | {\displaystyle 18.0{\text{ cm}}}                         |
| Razão de aspecto ({\displaystyle R_{0}/a}) | {\displaystyle A}                    | {\displaystyle 3.4}                                      |
| Corrente de plasma                         | {\displaystyle I_{p}}                | {\displaystyle \leq 100\ {\text{kA}}}                    |
| Campo magnético central (ou toroidal)      | {\displaystyle B_{0}}                | {\displaystyle \sim 1.1\ {\text{T}}}                     |
| Densidade eletrônica média linear          | {\displaystyle {\overline {n}}_{e0}} | {\displaystyle 0.9\sim 3\times 10^{19}\ {\text{m}}^{-3}} |
| Temperatura eletrônica central             | {\displaystyle k_{B}T_{e0}}          | {\displaystyle \sim 0.5\ {\text{keV}}}                   |
| Pressão de enchimento de hidrogênio        | {\displaystyle P_{H}}                | {\displaystyle 1\sim 3\times 10^{-2}\ {\text{Pa}}}       |
| Duração da descarga                        | {\displaystyle T_{D}}                | {\displaystyle \simeq 100\ {\text{ms}}}                  |
| Duração da fase estável                    | {\displaystyle T}                    | {\displaystyle \leq 60\ {\text{ms}}}                     |

## Programa de pesquisa
O propósito atual do tokamak TCABR inclui o estudo das ondas de Alfvén, mas não se restringe a ele. Outras áreas de pesquisa são (i) a caracterização de instabilidades magnetohidrodinâmicas (MHD), (ii) o estudo de regimes de alto confinamento induzidos pela polarização elétrica de eletrodos externos na borda do plasma, (iii) a investigação da turbulência da borda, e (iv) o estudo da rotação poloidal e toroidal do plasma usando diagnósticos ópticos . A equipe do TCABR também está associada a um grupo teórico focado na investigação de instabilidades e barreiras de transporte em tokamaks e sistemas dinâmicos .
Uma atualização no TCABR também está sendo conduzida. Um conjunto de 108 bobinas RMP será instalado para controlar e estudar modos localizados de borda ( ELMs ). Novas bobinas de modelagem serão adicionadas, permitindo grande flexibilidade nas configurações de plasma (por exemplo, configurações de nulidade simples, nulidade dupla, floco de neve e triangularidade negativa). A parede interna do recipiente de vácuo do TCABR receberá placas de grafite para diminuir a deposição de impurezas e a perda de energia no plasma.